# آتسوکو ناکاجیما
آتسوکو ناکاجیما (انگلیسی: Atsuko Nakajima؛ زادهٔ ۲۱ دسامبر ۱۹۶۱) پویانما، و تصویرگر اهل ژاپن است.